# خونداب
خونداب، روستایی از توابع بخش مهردشت [شهرستان نجف‌آباد] در استان اصفهان ایران است.

## جمعیت
براساس سرشماری مرکز آمار ایران در سال ۱۳۸۵، جمعیت آن ۱٬۶۵۲ نفر (۴۰۵خانوار) بوده‌است.